# Pisandre de Camiros
Pisandre (en grec antic: Πείσανδρος, llatí: Peisander) va ser un poeta èpic de l'antiga Grècia nadiu de Camiros, a l'illa de Rodes.
Es tenen molt pocs detalls de la seva vida; amb prou feines se sap que els seus pares s'anomenaven Pisó i Aristecma, i tenia una germana de nom Dioclea. Va florir vers l'olimpíada 33 (648-645 aC). La llegenda diu que havia estat amant del mític Eumolp.
Pel que fa a la seva obra, que no s'ha conservat més que en alguns fragments citats d'altres autors, fou l'autor d'un poema en dos llibres sobre els treballs d'Hèrcules anomenat Ἡράκλεια, Hercalees. Els gramàtics alexandrins tenien l'obra de Pisandre en gran consideració, i el situaven només per darrere Homer i Hesíode, juntament Antímac de Claros i Paniassis d'Halicarnàs; en canvi, Climent d'Alexandria diu l'Heraclea de Pisandre era copiada de Pisí de Lindos. Probablement fou el primer que va establir el nombre de treballs d'Hèrcules en dotze. Consten altres obres que hom li atribueix, però la Suda afirma que són espúries, i que l'autor realment és Arístees. A l'Antologia grega apareix un epigrama atribuït a Pisandre de Rodes, que segurament és el mateix personatge.
Teòcrit diu que a Camiros hi va tenir una estàtua dedicada.